# Onze-Lieve-Vrouwekapel (Orsmaal)

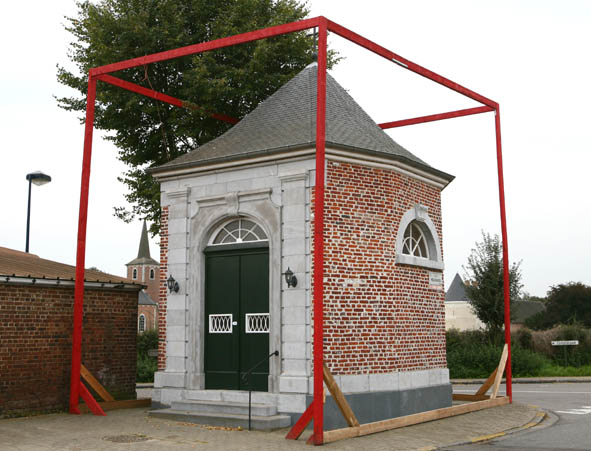
Onze-Lieve-Vrouwekapel

De Onze-Lieve-Vrouwekapel of Smidskapel is een kapel in de tot de Vlaams-Brabantse gemeente Linter behorende plaats Orsmaal, gelegen aan de Helen-Bosstraat.
Deze classicistische kapel werd in 1783 gesticht door Jan Lowet. De kapel is gebouwd op een achthoekige plattegrond en heeft een toegangsdeur die versierd is met een arduinen omlijsting. Hij vervangt een oudere kapel.